# 20e étape du Tour d'Espagne 2021
Pour un article plus général, voir Tour d'Espagne 2021.
La 20e étape du Tour d'Espagne 2021 se déroule le samedi 4 septembre 2021, entre Sanxenxo et Mos, sur une distance de 202,2 km.

## Déroulement de l'étape
L'avant-dernière étape comporte cinq ascensions classées dans les 100 derniers kilomètres. Après 50 kilomètres de course, un groupe de 16 coureurs se détache du peloton, obtenant une avance de 11 minutes et demie avant que Ineos Grenadiers ne commence à rouler dans le peloton. À l'échappée, Storer accumule le maximum de points sur les trois premières montées pour décrocher le classement de la montagne. Dans la descente de l'Alto de Mougás, Ryan Gibbons (UAE Team Emirates) attaque dans l'échappée, prenant plus d'une minute d'avance sur le groupe de chasse. Dans le peloton, Adam Yates (Ineos Grenadiers) attaque à deux reprises. Seuls Roglič, Mas, Haig et Gino Mäder (Team Bahrain Victorious) parviennent à le suivre, l'avance du groupe s'envolant à plus de quatre minutes sur le groupe Miguel Ángel López et Egan Bernal, tous deux piégés. En colère et énervé, López finit par abandonner au milieu de l'étape, malgré les tentatives de ses coéquipiers et du directeur sportif pour le remotiver. Devant, le groupe Roglič revient petit à petit sur les échappées lors des deux dernières montées. Avec moins d'une minute de retard sur Gibbons, Yates et Mas partent à l'attaque dans la montée finale, rattrapant et lâchant Gibbons, mais Roglič et Haig parviennent à faire la jonction à chaque fois. Dans les deux derniers kilomètres, alors que les quatre coureurs sont quasiment à l'arrêt, Clément Champoussin (AG2R Citroën Team), qui était échappé en début d'étape, en profite pour revenir de l'arrière et attaquer les leaders qui continuent à se regarder. Il conserve quelques secondes d'avance sur la ligne pour remporter sa première étape sur un grand tour. Roglič termine deuxième et conserve le maillot rouge tandis que Haig passe à la troisième place et Yates se hisse à la quatrième place. Nouveau cinquième du général, Gino Mäder récupère le maillot blanc de meilleur jeune de Bernal.

## Résultats

### Classement de l'étape
| \| Classement de l'étape \| Classement de l'étape \| Classement de l'étape \| Classement de l'étape \| Classement de l'étape \| \| Coureur \| Coureur \| Pays \| Équipe \| Temps \| \| --------------------- \| --------------------- \| --------------------- \| --------------------- \| --------------------- \| \| 1er \| Clément Champoussin \| France \| AG2R Citroën Team \| 5 h 21 min 50 s \| \| 2e \| Primož Roglič \| Slovénie \| Jumbo-Visma \| + 6 s \| \| 3e \| Adam Yates \| Royaume-Uni \| Ineos Grenadiers \| + 8 s \| \| 4e \| Enric Mas \| Espagne \| Movistar Team \| + 8 s \| \| 5e \| Jack Haig \| Australie \| Bahrain Victorious \| + 12 s \| \| 6e \| Chris Hamilton \| Australie \| Team DSM \| + 16 s \| \| 7e \| Mikel Bizkarra \| Espagne \| Euskaltel-Euskadi \| + 23 s \| \| 8e \| Ryan Gibbons \| Afrique du Sud \| UAE Team Emirates \| + 26 s \| \| 9e \| Gino Mäder \| Suisse \| Bahrain Victorious \| + 26 s \| \| 10e \| Floris De Tier \| Belgique \| Alpecin-Fenix \| + 50 s \| |                     |                |                    |                 |
| |                     |                |                    |                 |
| Source : ProCyclingStats |                     |                |                    |                 |
| Classement de l'étape |                     |                |                    |                 |
| Coureur | Coureur             | Pays           | Équipe             | Temps           |
| 1er | Clément Champoussin | France         | AG2R Citroën Team  | 5 h 21 min 50 s |
| 2e | Primož Roglič       | Slovénie       | Jumbo-Visma        | + 6 s           |
| 3e | Adam Yates          | Royaume-Uni    | Ineos Grenadiers   | + 8 s           |
| 4e | Enric Mas           | Espagne        | Movistar Team      | + 8 s           |
| 5e | Jack Haig           | Australie      | Bahrain Victorious | + 12 s          |
| 6e | Chris Hamilton      | Australie      | Team DSM           | + 16 s          |
| 7e | Mikel Bizkarra      | Espagne        | Euskaltel-Euskadi  | + 23 s          |
| 8e | Ryan Gibbons        | Afrique du Sud | UAE Team Emirates  | + 26 s          |
| 9e | Gino Mäder          | Suisse         | Bahrain Victorious | + 26 s          |
| 10e | Floris De Tier      | Belgique       | Alpecin-Fenix      | + 50 s          |

## Classements à l'issue de l'étape

### Classement général
| \| Classement général \| Classement général \| Classement général \| Classement général \| Classement général \| \| Coureur \| Coureur \| Pays \| Équipe \| Temps \| \| ------------------ \| ------------------- \| ------------------ \| ------------------ \| ------------------ \| \| 1er \| Primož Roglič \| Slovénie \| Jumbo-Visma \| 83 h 11 min 27 s \| \| 2e \| Enric Mas \| Espagne \| Movistar Team \| + 2 min 38 s \| \| 3e \| Jack Haig \| Australie \| Bahrain Victorious \| + 4 min 48 s \| \| 4e \| Adam Yates \| Royaume-Uni \| Ineos Grenadiers \| + 5 min 48 s \| \| 5e \| Gino Mäder \| Suisse \| Bahrain Victorious \| + 8 min 14 s \| \| 6e \| Egan Bernal \| Colombie \| Ineos Grenadiers \| + 11 min 38 s \| \| 7e \| Sepp Kuss \| États-Unis \| Jumbo-Visma \| + 13 min 42 s \| \| 8e \| Guillaume Martin \| France \| Cofidis \| + 16 min 11 s \| \| 9e \| David de la Cruz \| Espagne \| UAE Team Emirates \| + 16 min 19 s \| \| 10e \| Felix Großschartner \| Autriche \| Bora-Hansgrohe \| + 20 min 30 s \| |                     |             |                    |                  |
| |                     |             |                    |                  |
| Source : ProCyclingStats |                     |             |                    |                  |
| Classement général |                     |             |                    |                  |
| Coureur | Coureur             | Pays        | Équipe             | Temps            |
| 1er | Primož Roglič       | Slovénie    | Jumbo-Visma        | 83 h 11 min 27 s |
| 2e | Enric Mas           | Espagne     | Movistar Team      | + 2 min 38 s     |
| 3e | Jack Haig           | Australie   | Bahrain Victorious | + 4 min 48 s     |
| 4e | Adam Yates          | Royaume-Uni | Ineos Grenadiers   | + 5 min 48 s     |
| 5e | Gino Mäder          | Suisse      | Bahrain Victorious | + 8 min 14 s     |
| 6e | Egan Bernal         | Colombie    | Ineos Grenadiers   | + 11 min 38 s    |
| 7e | Sepp Kuss           | États-Unis  | Jumbo-Visma        | + 13 min 42 s    |
| 8e | Guillaume Martin    | France      | Cofidis            | + 16 min 11 s    |
| 9e | David de la Cruz    | Espagne     | UAE Team Emirates  | + 16 min 19 s    |
| 10e | Felix Großschartner | Autriche    | Bora-Hansgrohe     | + 20 min 30 s    |

| Classement par points | Classement par points | Classement par points | Classement par points | Classement par points |
| Coureur               | Coureur               | Pays                  | Équipe                | Points                |
| --------------------- | --------------------- | --------------------- | --------------------- | --------------------- |
| 1er                   | Fabio Jakobsen        | Pays-Bas              | Deceuninck-Quick Step | 250 pts               |
| 2e                    | Primož Roglič         | Slovénie              | Jumbo-Visma           | 179 pts               |
| 3e                    | Matteo Trentin        | Italie                | UAE Team Emirates     | 145 pts               |
| 4e                    | Magnus Cort Nielsen   | Danemark              | EF Education-Nippo    | 144 pts               |
| 5e                    | Alberto Dainese       | Italie                | Team DSM              | 120 pts               |
| 6e                    | Michael Matthews      | Australie             | BikeExchange          | 114 pts               |
| 7e                    | Enric Mas             | Espagne               | Movistar Team         | 113 pts               |
| 8e                    | Andrea Bagioli        | Italie                | Deceuninck-Quick Step | 101 pts               |
| 9e                    | Arnaud Démare         | France                | Groupama-FDJ          | 91 pts                |
| 10e                   | Romain Bardet         | France                | Team DSM              | 89 pts                |

| Classement par points | Classement par points | Classement par points | Classement par points | Classement par points |
| Coureur               | Coureur               | Pays                  | Équipe                | Points                |
| --------------------- | --------------------- | --------------------- | --------------------- | --------------------- |
| 1er                   | Fabio Jakobsen        | Pays-Bas              | Deceuninck-Quick Step | 250 pts               |
| 2e                    | Primož Roglič         | Slovénie              | Jumbo-Visma           | 179 pts               |
| 3e                    | Matteo Trentin        | Italie                | UAE Team Emirates     | 145 pts               |
| 4e                    | Magnus Cort Nielsen   | Danemark              | EF Education-Nippo    | 144 pts               |
| 5e                    | Alberto Dainese       | Italie                | Team DSM              | 120 pts               |
| 6e                    | Michael Matthews      | Australie             | BikeExchange          | 114 pts               |
| 7e                    | Enric Mas             | Espagne               | Movistar Team         | 113 pts               |
| 8e                    | Andrea Bagioli        | Italie                | Deceuninck-Quick Step | 101 pts               |
| 9e                    | Arnaud Démare         | France                | Groupama-FDJ          | 91 pts                |
| 10e                   | Romain Bardet         | France                | Team DSM              | 89 pts                |

| Classement de la montagne | Classement de la montagne | Classement de la montagne | Classement de la montagne | Classement de la montagne |
| Coureur                   | Coureur                   | Pays                      | Équipe                    | Points                    |
| ------------------------- | ------------------------- | ------------------------- | ------------------------- | ------------------------- |
| 1er                       | Michael Storer            | Australie                 | Team DSM                  | 80 pts                    |
| 2e                        | Romain Bardet             | France                    | Team DSM                  | 61 pts                    |
| 3e                        | Primož Roglič             | Slovénie                  | Jumbo-Visma               | 51 pts                    |
| 4e                        | Damiano Caruso            | Italie                    | Bahrain Victorious        | 33 pts                    |
| 5e                        | Rafał Majka               | Pologne                   | UAE Team Emirates         | 33 pts                    |
| 6e                        | Jack Haig                 | Australie                 | Bahrain Victorious        | 23 pts                    |
| 7e                        | Sepp Kuss                 | États-Unis                | Jumbo-Visma               | 19 pts                    |
| 8e                        | Enric Mas                 | Espagne                   | Movistar Team             | 17 pts                    |
| 9e                        | Egan Bernal               | Colombie                  | Ineos Grenadiers          | 16 pts                    |
| 10e                       | Fabio Aru                 | Italie                    | Qhubeka NextHash          | 16 pts                    |

| Classement de la montagne | Classement de la montagne | Classement de la montagne | Classement de la montagne | Classement de la montagne |
| Coureur                   | Coureur                   | Pays                      | Équipe                    | Points                    |
| ------------------------- | ------------------------- | ------------------------- | ------------------------- | ------------------------- |
| 1er                       | Michael Storer            | Australie                 | Team DSM                  | 80 pts                    |
| 2e                        | Romain Bardet             | France                    | Team DSM                  | 61 pts                    |
| 3e                        | Primož Roglič             | Slovénie                  | Jumbo-Visma               | 51 pts                    |
| 4e                        | Damiano Caruso            | Italie                    | Bahrain Victorious        | 33 pts                    |
| 5e                        | Rafał Majka               | Pologne                   | UAE Team Emirates         | 33 pts                    |
| 6e                        | Jack Haig                 | Australie                 | Bahrain Victorious        | 23 pts                    |
| 7e                        | Sepp Kuss                 | États-Unis                | Jumbo-Visma               | 19 pts                    |
| 8e                        | Enric Mas                 | Espagne                   | Movistar Team             | 17 pts                    |
| 9e                        | Egan Bernal               | Colombie                  | Ineos Grenadiers          | 16 pts                    |
| 10e                       | Fabio Aru                 | Italie                    | Qhubeka NextHash          | 16 pts                    |

| Classement du meilleur jeune | Classement du meilleur jeune | Classement du meilleur jeune | Classement du meilleur jeune | Classement du meilleur jeune |
| Coureur                      | Coureur                      | Pays                         | Équipe                       | Temps                        |
| ---------------------------- | ---------------------------- | ---------------------------- | ---------------------------- | ---------------------------- |
| 1er                          | Gino Mäder                   | Suisse                       | Bahrain Victorious           | 83 h 19 min 41 s             |
| 2e                           | Egan Bernal                  | Colombie                     | Ineos Grenadiers             | + 3 min 24 s                 |
| 3e                           | Juan Pedro López             | Espagne                      | Trek-Segafredo               | + 18 min 04 s                |
| 4e                           | Rémy Rochas                  | France                       | Cofidis                      | + 39 min 33 s                |
| 5e                           | Clément Champoussin          | France                       | AG2R Citroën Team            | + 43 min 51 s                |
| 6e                           | Steff Cras                   | Belgique                     | Lotto-Soudal                 | + 1 h 10 min 04 s            |
| 7e                           | Jefferson Cepeda             | Équateur                     | Caja Rural-Seguros RGA       | + 1 h 42 min 02 s            |
| 8e                           | Pavel Sivakov                | Russie                       | Ineos Grenadiers             | + 1 h 53 min 13 s            |
| 9e                           | Gotzon Martín                | Espagne                      | Euskaltel-Euskadi            | + 1 h 56 min 47 s            |
| 10e                          | Michael Storer               | Australie                    | Team DSM                     | + 2 h 11 min 31 s            |

| Classement du meilleur jeune | Classement du meilleur jeune | Classement du meilleur jeune | Classement du meilleur jeune | Classement du meilleur jeune |
| Coureur                      | Coureur                      | Pays                         | Équipe                       | Temps                        |
| ---------------------------- | ---------------------------- | ---------------------------- | ---------------------------- | ---------------------------- |
| 1er                          | Gino Mäder                   | Suisse                       | Bahrain Victorious           | 83 h 19 min 41 s             |
| 2e                           | Egan Bernal                  | Colombie                     | Ineos Grenadiers             | + 3 min 24 s                 |
| 3e                           | Juan Pedro López             | Espagne                      | Trek-Segafredo               | + 18 min 04 s                |
| 4e                           | Rémy Rochas                  | France                       | Cofidis                      | + 39 min 33 s                |
| 5e                           | Clément Champoussin          | France                       | AG2R Citroën Team            | + 43 min 51 s                |
| 6e                           | Steff Cras                   | Belgique                     | Lotto-Soudal                 | + 1 h 10 min 04 s            |
| 7e                           | Jefferson Cepeda             | Équateur                     | Caja Rural-Seguros RGA       | + 1 h 42 min 02 s            |
| 8e                           | Pavel Sivakov                | Russie                       | Ineos Grenadiers             | + 1 h 53 min 13 s            |
| 9e                           | Gotzon Martín                | Espagne                      | Euskaltel-Euskadi            | + 1 h 56 min 47 s            |
| 10e                          | Michael Storer               | Australie                    | Team DSM                     | + 2 h 11 min 31 s            |

| Classement par équipes | Classement par équipes             | Classement par équipes | Classement par équipes |
| Équipe                 | Équipe                             | Pays                   | Temps                  |
| ---------------------- | ---------------------------------- | ---------------------- | ---------------------- |
| 1re                    | Bahrain Victorious                 | Bahreïn                | 249 h 58 min 43 s      |
| 2e                     | Jumbo-Visma                        | Pays-Bas               | + 10 min 33 s          |
| 3e                     | Ineos Grenadiers                   | Royaume-Uni            | + 32 min 37 s          |
| 4e                     | UAE Team Emirates                  | Émirats arabes unis    | + 1 h 06 min 01 s      |
| 5e                     | Intermarché-Wanty-Gobert Matériaux | Belgique               | + 1 h 10 min 14 s      |
| 6e                     | Movistar Team                      | Espagne                | + 1 h 14 min 45 s      |
| 7e                     | AG2R Citroën Team                  | France                 | + 1 h 36 min 44 s      |
| 8e                     | Cofidis                            | France                 | + 2 h 11 min 51 s      |
| 9e                     | Trek-Segafredo                     | États-Unis             | + 2 h 31 min 14 s      |
| 10e                    | Team DSM                           | Allemagne              | + 3 h 03 min 43 s      |

| Classement par équipes | Classement par équipes             | Classement par équipes | Classement par équipes |
| Équipe                 | Équipe                             | Pays                   | Temps                  |
| ---------------------- | ---------------------------------- | ---------------------- | ---------------------- |
| 1re                    | Bahrain Victorious                 | Bahreïn                | 249 h 58 min 43 s      |
| 2e                     | Jumbo-Visma                        | Pays-Bas               | + 10 min 33 s          |
| 3e                     | Ineos Grenadiers                   | Royaume-Uni            | + 32 min 37 s          |
| 4e                     | UAE Team Emirates                  | Émirats arabes unis    | + 1 h 06 min 01 s      |
| 5e                     | Intermarché-Wanty-Gobert Matériaux | Belgique               | + 1 h 10 min 14 s      |
| 6e                     | Movistar Team                      | Espagne                | + 1 h 14 min 45 s      |
| 7e                     | AG2R Citroën Team                  | France                 | + 1 h 36 min 44 s      |
| 8e                     | Cofidis                            | France                 | + 2 h 11 min 51 s      |
| 9e                     | Trek-Segafredo                     | États-Unis             | + 2 h 31 min 14 s      |
| 10e                    | Team DSM                           | Allemagne              | + 3 h 03 min 43 s      |

## Abandons
- Oier Lazkano (Caja Rural-Seguros RGA) : non-partant
- Aleksandr Vlasov (Astana-Premier Tech) : non-partant
- Miguel Ángel López (Movistar Team) : abandon